# 전동면
전동면(全東面)은 세종특별자치시에 속한 면이다. 1번 국도로 전의면, 조치원읍 방향으로 이어져 있다.

## 하위 행정구역 (법정리)
- 노장리(蘆長里): 전동면사무소 소재지, 전동역 소재.
- 미곡리(美谷里)
- 보덕리(寶德里)
- 봉대리(鳳臺里)
- 석곡리(石谷里)
- 송곡리(松谷里)
- 송성리(松城里)
- 송정리(松亭里)
- 심중리(深中里)
- 청람리(靑藍里)
- 청송리(靑松里)

## 산업과 문화
운주산성이 전의면과 전동면 사이에 있다.

## 교육
- 전동초등학교 (노장리)

## 교통
경부선 철도가 면 중앙을 통과하며 전동역이 면 중심부인 노장리에 있으나 2005년 8월부터 여객 취급이 중단되어 조치원역까지 나가서 열차를 이용해야 한다. 병천면과 연결되는 도로가 있어 세종시내버스 조치원역-병천고등학교 간 910번 노선이 운행한다.